# Лапидарий (экспозиция)

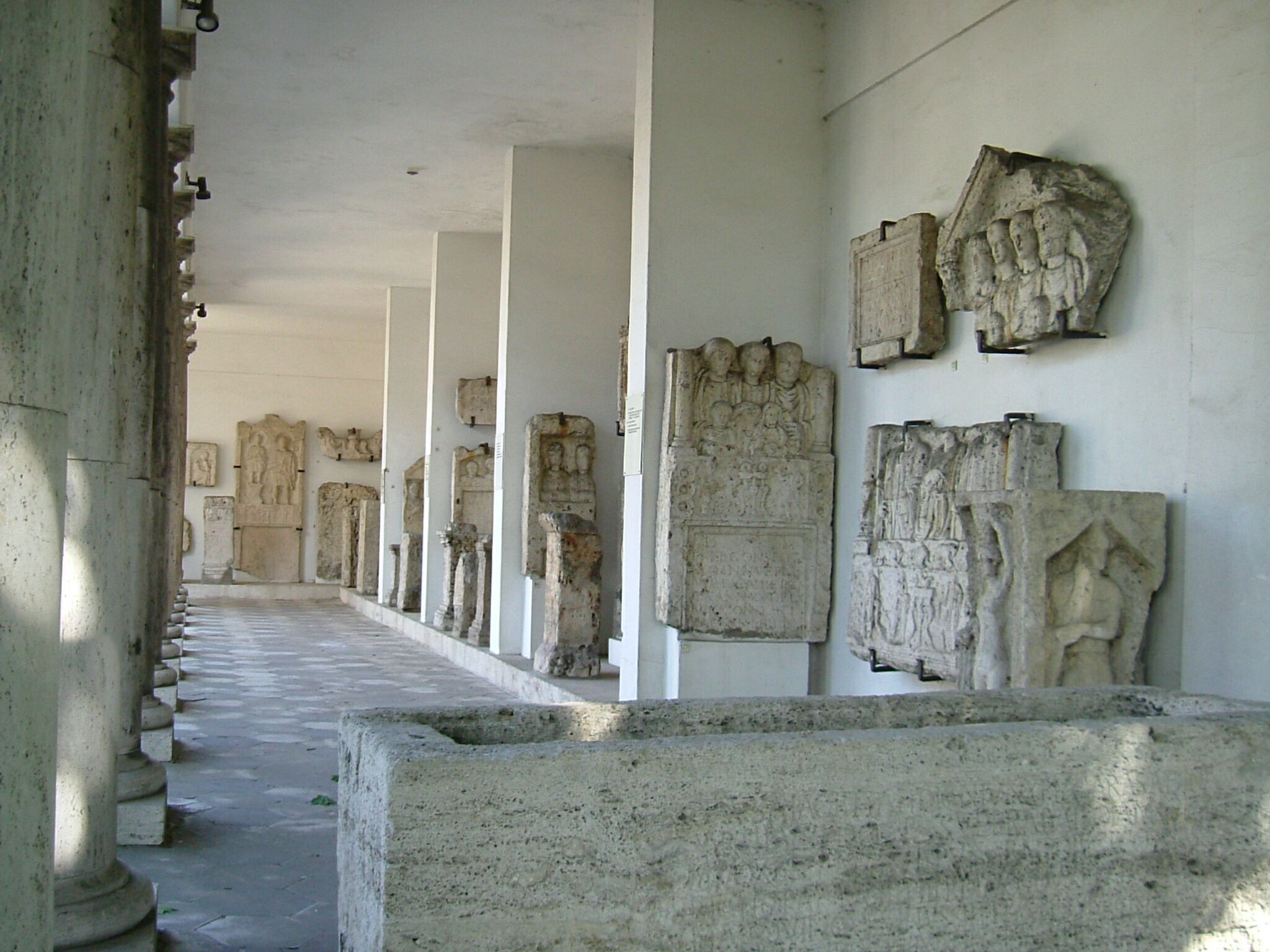
Музей-лапидарий (Будапешт, Венгрия)

Лапида́рий (от лат. lapis — камень) — экспозиция образцов старинной письменности, выполненной на каменных плитах (в том числе надгробиях). Под данное понятие также попадают остатки скульптур и строений, то есть части некогда единого целого (иногда неизвестного происхождения), зачастую выставленные в местах археологических раскопок.
Крупные лапидарии расположены в следующих местах:
- Бельгия: Гент (Sint-Baafsabdij), Ипр (Sint-Niklaaskathedraal)
- Болгария: Велико-Тырново, Монтана, село Никюп, Плевен, Троян
- Нидерланды: Харлем (Teylers Museum)
- Хорватия: Пореч, деревня Бронобичи; Чаковец
- Чехия: Прага (национальный музей Lapidarium)
- Германия: Штутгарт (Städtisches Lapidarium), Трир (Bischöfliches Dom- und Diözesanmuseum)
- Венгрия: Будапешт (Аквинкум)
- Крым: Керчь (Керченский лапидарий)
- Италия: Верона (Музей-лапидарий Маффеи)

В конце 2003 года появилась информация о планах столичной администрации открыть в Москве собственный лапидарий, который должен был располагаться на Ильинке (около храма Ильи Пророка), однако о воплощении данных планов до сих пор не известно.